# Irish Hockey Association
Die Irish Hockey Association ist der gemeinsame Hockeyverband (Feld- und Hallenhockey) für Irland und Nordirland. Der Verband wurde 2000 durch den Zusammenschluss des Frauen- und des Männerverbands gegründet. Die Verbände bestanden bereits seit dem späten 19. Jahrhundert. Die IHA ist Mitglied des Welthockeyverbands FIH. Die Flagge des Verbandes zeigt die Wappen der vier historischen Provinzen der Insel Irland, die Hymne des Verbandes ist Ireland’s Call.

Flagge des Verbandes

Der Verband hat acht regionale Teilverbände. Die fünf Frauen-Verbände sind Leinster, Munster, Connacht, Ulster und South East. Die drei Männer-Verbände sind Leinster, Munster und Ulster. Es ist geplant, die regionalen Verbände ebenfalls zu verschmelzen, wie dies auf nationaler Ebene geschehen ist.
168 Vereine und 280 Schulen sind an die IHA, durch die Mitgliedschaft in regionalen Verbänden, angeschlossen. Die IHA stellt auch die irischen Nationalmannschaften.
Irland steht in Weltrangliste bei den Herren auf Platz 10 und bei den Damen auf Platz 16 (Stand März 2017).